# Стандартное тестовое изображение

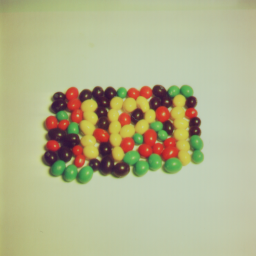
Тестовое изображение из базы USC-SIPI.

Стандартное тестовое изображение — цифровой файл, содержащий изображение, служащий для тестирования алгоритмов обработки и сжатия. Использование одинаковых стандартных изображений позволяет различным лабораториям сравнивать свои результаты. В большинстве случаев отбираются такие изображения, с подобными которым и будет использоваться класс техник обработки. Другие изображения выбираются с целью проверки алгоритмов восстановления изображений, например, алгоритмов воспроизведения деталей и текстур, чётких переходов и границ, единообразных областей.

## Распространённые тестовые изображения
Стандартный размер изображения обычно составляет 512×512 либо 720×576. Большинство таких изображений доступно в формате TIFF от Института обработки сигналов и изображений Университета Южной Калифорнии (англ. Signal and Image Processing Institute). «Kodak» выпустил набор изображений размером 768×512@24, доступных в формате PNG и широко используемых для сравнения различных техник сжатия изображений.

## Внешние ссылки
- The USC-SIPI Image Database — A large collection of standard test images
- Computer Vision website — A large collection of links to various test images
- A Few Test Images — Collection of various test images
- Vision @ Reading — University of Reading's set of popular test images
- CIPR still images — Some sets of test images at Rensselaer Polytechnic Institute (including the Kodak set)
- True-color Kodak test images — The Kodak set in PNG format
- Compression Database — The superset of all available (as well as taken down) corpora used for image compression, segmentation and classification, contains most of the images of the mentioned standard corpora with detailed information about relevant quantities (entropy, statistics, etc.)
- TESTIMAGES — Large database of free images for testing image processing methods. The archive includes reference images for standard interpolation (enlargement) methods, testing scripts and calculated metrics(CC BY-NC-SA 3.0).